# Letizia Quaranta
Letizia Quaranta (30 de diciembre de 1893-9 de enero de 1977) fue una actriz cinematográfica de nacionalidad italiana.

## Biografía
Nacida en Turín, Italia, sus hermanas eran Lydia, también actriz, y Isabella. 
Quaranta inició su carrera cinematográfica en el cine mudo gracias a su hermana mayor, trabajando para Itala Film, una importante productora turinesa de la época, y debutando en la película Il gioiello del Nilo, haciendo a continuación el papel de Elena en Addio giovinezza!, de Nino Oxilia.
En poco tiempo pasó a ser una de las actrices más populares del período, siendo dirigida entre otros por Carlo Campogalliani, con el que se casó en 1921. Con su marido se mudó a Roma, ciudad en la que la industria cinematográfica construía los más importantes estudios de Italia, y más adelante a Argentina, país en el que rodó tres cintas dirigidas por Campogalliani.
De vuelta a Roma siguió actuando en filmes mudos, pero con la llegada del cine sonoro, al igual que pasó con muchos de sus colegas, encontró dificultades para continuar actuando, por lo que solo hizo 7 películas a partir de 1931, casi siempre dirigidas por su marido. Finalmente dio por concluida su carrera a mediados de la década de 1950.
Letizia Quaranta falleció en 1977 en Roma, Italia. 

## Filmografía
- Florette e Patapon, dirigida por Mario Caserini (1913)
- Maciste , dirigida por Carlo Campogalliani (1919)
- Maciste innamorato , dirigida por Luigi Romano Borgnetto (1919)
- La trilogia di Maciste , dirigida por Carlo Campogalliani (1920)
- Il teschio d'oro , dirigida por Carlo Campogalliani (1920)
- Maciste contro la morte , dirigida por Luigi Romano Borgnetto y Carlo Campogalliani (1920)
- La vuelta del toro salvaje , dirigida por Carlo Campogalliani (1924) (Argentina)
- El consultorio de Madame René , dirigida por Carlo Campogalliani (1924) (Argentina)
- La mujer de medianoche , dirigida por Carlo Campogalliani (1925) (Argentina)
- La scala , dirigida por Gennaro Righelli (1931)
- Il medico per forza , dirigida por Carlo Campogalliani (1931)
- La lanterna del diavolo , dirigida por Carlo Campogalliani (1931)
- Musica proibita , dirigida por Carlo Campogalliani (1942)
- L'innocente Casimiro , dirigida por Carlo Campogalliani (1945)
- La gondola del diavolo , dirigida por Carlo Campogalliani (1946)
- L'orfana del ghetto , dirigida por Carlo Campogalliani (1954)